# Alessio Musti
Alessio Musti (Roma, 12 maggio 1974) è un allenatore di calcio a 5 ed ex giocatore di calcio a 5 italiano.

## Carriera

### Giocatore
Durante la sua carriera da giocatore ha vinto tre scudetti e sei Coppe Italia con le maglie di Torrino e Lazio ed è stato convocato in 11 occasioni dalla nazionale italiana.

### Allenatore

#### Club
Ad appena 32 anni abbandona il campo per diventare l'allenatore in seconda di Agenore Maurizi nella Lazio Colleferro. Nel 2007-08 assume la guida tecnica del Torrino in serie A2, rimanendoci anche la stagione seguente come vice di Daniele D'Orto. Nella stagione 2009-10 viene ingaggiato a poche giornate dalla fine dall'Alphaturris, conducendola a un'insperata salvezza in Serie B.
Il marzo successivo assume la guida della Cogianco a 3 giornate dalla fine del campionato sfiora la promozione perdendo la finale play-off di Serie A2.
Confermato alla guida della squadra per la stagione successiva, vince sia il campionato che la Coppa Italia di categoria conquistando un fantastico double con 26 vittorie su 29 incontri. Nella massima serie la matricola genzanese diventa ben presto la rivelazione del torneo, classificandosi al terzo posto al termine della stagione regolare ma soprattutto raggiungendo la finale di Coppa Italia persa contro la Luparense.
Rimasto durante l'estate senza squadra a causa della mancata iscrizione della Cogianco, dopo alcuni mesi Musti subentra all'esonerato Antonio Ricci sulla panchina del Real Rieti. Con i sabini raggiunge la finale di Coppa Italia, persa tuttavia contro il forte Asti, e il quinto posto nella stagione regolare che qualifica, per la prima volta nella sua storia, il Real Rieti ai play-off scudetto.
Il 12 luglio 2014 viene ufficializzato come successore di Fulvio Colini sulla panchina della Luparense. Il 16 novembre 2014 con la squadra prima in classifica viene sollevato a sorpresa dall'incarico, fatale la sconfitta nella Supercoppa contro l'Acqua&Sapone. La stagione seguente viene nominato allenatore della Carlisport Cogianco, società nata dalla fusione tra la Carlisport Ariccia e la Cogianco Genzano, neopromossa in Serie A. La squadra raggiunge la finale in Coppa persa in casa del Real Rieti. Il 16 luglio 2020 viene nominato responsabile del progetto di sviluppo del calcio a 5 della Juventus. Dopo due anni nel club bianconero viene nominato coordinatore tecnico del settore giovanile delle categoria comprese tra l'under 15 e l'under 19. 

#### Nazionale
Già docente per i corsi Uefa sulla metodologia del calcio 5, dal 2016 inizia a collaborare con la nazionale maschile di calcio a 5 dell'Italia. L'anno seguente assume il ruolo di collaboratore tecnico della selezione Giovani Emergenti. Il 21 dicembre 2018 viene nominato commissario tecnico al posto di Roberto Menichelli. Fallita la qualificazione alla Coppa del Mondo, nel giugno del 2020 Musti lascia la nazionale per entrare nello staff tecnico della Juventus.

## Palmarès

### Giocatore
- Campionato italiano: 3

Torrino: 1992-93, 1993-94
Lazio: 1997-98
- Coppa Italia: 6

Torrino: 1992-93, 1993-94, 1994-95,
Lazio: 1997-98, 1998-99, 2002-03

### Allenatore
- Campionato di Serie A2: 1

Cogianco Genzano:2011-12
- Coppa Italia di Serie A2: 1

Cogianco Genzano:2011-12